# Teus Hagen

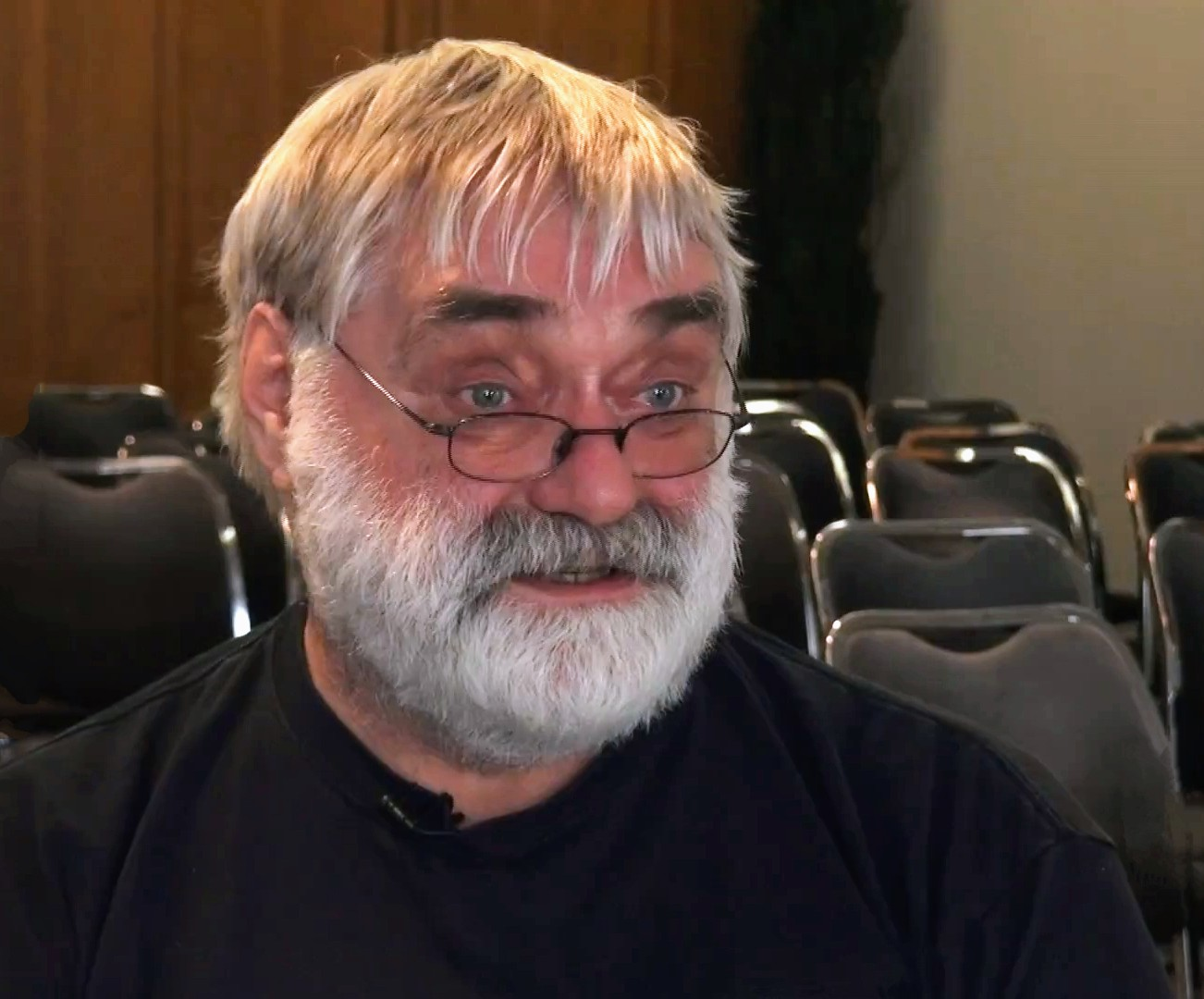
Teus Hagen (2013)

Teus Hagen (geb. 1945) ist ein niederländischer Internet-Pionier.

## Biographie
Hagen begann seine Karriere im Computerlabor des Mathematischen Zentrums. Später initiierte er die niederländischen und die europäischen Unix-Benutzergruppen NLUUG und EUUG (die später zu EURopen wurde). Als Vorsitzender des EUUG gründete er 1982 das European Unix Network (EUnet) als DFÜ-Dienst der EUUG. EUnet war das erste öffentliche Breitbandnetz Europas.
An der University of California in Berkeley begann er 1983 mit der Arbeit mit TCP/IP. Einer seiner Teammitglieder, Daniel Karrenberg, ist Autor des Berichts zugunsten von TCP/IP für die globale Vernetzung in Europa.
Von 1992 bis 2008 war Hagen Vorsitzender und Direktor von NLnet und half mit, dass daraus der größte niederländische Internet Service Provider wurde. NLnet finanziert freie Internetforschung und -entwicklung. In dieser Position engagierte sich Hagen ab 2004 für die gemeinschaftsgetriebene Zertifizierungsstelle CAcert und war als Vorstandsmitglied und 2008 als Präsident tätig.

## Auszeichnungen und Ehrungen
Hagen wurde von NLUUG und Usenix für seine Open-Source-Beiträge ausgezeichnet und 2013 in der Internet Hall of Fame als „Global Connector“ aufgenommen.